# Stig Abrahamsson
Stig Åke Eliel Abrahamsson, född 6 november 1933 i Sollefteå, död 29 april 2012 i Tun, Lidköpings kommun, var en svensk officer i Flygvapnet.

## Biografi
Abrahamsson blev fänrik i Flygvapnet 1956 vid Jämtlands flygflottilj (F 4). Han befordrades till löjtnant 1948 vid Krigsflygskolan (F 5), till kapten 1964 vid Östgöta flygflottilj (F 3), till major 1970 vid Östgöta flygflottilj (F 3), överstelöjtnant 1972 och till överste 1979.
Abrahamsson började sin militärakarriär som fältflygarelev 1951 vid Krigsflygskolan (F 5), för att bli utnämnd till officer 1956. År 1963 tjänstgjorde han som flygare i 22 U.N. Fighter Squadron. När flottiljen upplöstes i april 1963 flög två J 29 och två S 29 hem till Sverige, där en av flygplansindividerna flögs av Abrahamsson. Abrahamsson blev tillsammans med överste Dick Stenberg intervjuade den 27 april 1963 vid sin hemkomst av Aktuellt. Abrahamsson tjänstgjorde åren 1964–1972 vid Östgöta flygflottilj (F 3). Därefter följde chefstjänster vid Flygavdelningen vid Östra militärområdesstaben (Milo Ö), och som stabschef vid Flygvapnets Södertörnsskolor (F 18). Åren 1979–1981 var han ställföreträdande sektorflottiljchef och tillika flottiljchef för Bråvalla flygflottilj (F 13/Se O1). Åren 1981–1985 var han ställföreträdande flottiljchef för Bråvalla flygflottilj (F 13). Åren 1985–1993 var han flottiljchef för Skaraborgs flygflottilj (F 7). Den 25 april 1991 invigde han F 7 Gårds- och flottiljmuseum. Abrahamsson pensionerades som överste 1993.

## Utmärkelser
- Riddare av Svärdsorden, 6 juni 1974.[3]